# IC 4728
IC 4728 — галактика типу SBab () у сузір'ї Павич.
Цей об'єкт міститься в оригінальній редакції індексного каталогу.